# Parancistrocerus herbertii
Parancistrocerus herbertii är en stekelart som först beskrevs av Fox 1902.  Parancistrocerus herbertii ingår i släktet Parancistrocerus och familjen Eumenidae. Utöver nominatformen finns också underarten P. h. terebrator.